# プロイセン出身者の一覧
プロイセン出身者の一覧（プロイセンしゅっしんしゃのいちらん）は、かつてのプロイセン出身者の一覧。第二次世界大戦後に外国領となった地域の出身者が主であるが、第二次世界大戦後のそれらの地域の出身者を除く（ポーランド人など）。

## 現在ドイツ領
- ヘルマン・ハインリヒ・ゴッセン
- フリードリヒ・カール・フォン・サヴィニー
- フリードリッヒ・パッシェン
- ヘルムート・カール・ベルンハルト・フォン・モルトケ

### 旧東独
- アルフレート・ヴェーゲナー
- アウグスト・フォン・グナイゼナウ伯爵 cf.グナイゼナウ
- ハインリヒ・フォン・クライスト
- カール・フォン・クラウゼヴィッツ
- ドーナ家 - ラウジッツ由来の貴族
- ハンス・ナウマン - ゲルリッツ出身の文学史・民俗学者

## 現在非ドイツ領

### ポンメルン（ポメラニア）、ブランデンブルク、シュレージエン

#### ア
- ヨーゼフ・フォン・アイヒェンドルフ
- ローベルト・アイトナー - ブレースラウ出身の音楽学者
- マルティン・アグリコラ - シュヴィーブス出身の作曲家・音楽理論家
- クルト・アルダー
- フェルディナント・フォン・アルニム
- アンデクスのヘートヴィヒ／シロンスクのヤドヴィガ - シレジアの守護聖人、バイエルン南部アンデクス城の出身で、ポーランド君主ヘンリク1世と結婚、シレジアのキリスト教化に関わった
- アドルフ・アンデルセン - チェス選手

- カール・ヴァイゲルト - 病理学・組織学
- ゲーオルク・ヴィソーヴァ（ゲオルク・ヴィッソーヴァ） - 古典文献学者
- ロベルト・ヴィーネ - 映画監督・脚本家・演出家・舞台俳優
- アーブラハム・ゴットロープ・ヴェルナー - 鉱物学者
- エルンスト・ルートヴィヒ・フォン・ヴォルツォーゲン - 作家（カバレット・小説・自伝・オペラ台本）
- クリスタ・ヴォルフ - 女性作家
- クリスティアン・ヴォルフ - 哲学者。ライプニッツからカントへの橋渡し的存在
- アルノルト・ウーリッツ - 作家（詩、小説）

- トラウゴット・コンスタンティーン・エースターライヒ（エステルライヒ） - シュテッティーン出身の哲学・宗教心理学者
- パウル・エストライヒ - コールベルク（コウォブジェク）出身の教育家
- クリストフ・エッシェンバッハ - 指揮者
- ヴィルヘルム・エープシュタイン - 医者
- パウル・エールリヒ
- マルティン・オーピッツ - 詩人・ポーランド修史官。近代ドイツ語文学の父

#### カ
- ヴィーゼ・ウント・カイザースヴァルダウ - グラッツ（クウォツコ）出身の社会学・経済学者
- フリードリヒ・カイスラー - 俳優・文学者
- エルンスト・カッシーラー - 哲学者、思想史家
- アンナ・ルイーゼ・カルシュ（カルシーン） - シレジア・ハンマー（プシェトチュニツァ）出身の女性詩人で、サロンの代表的人物
- カール・ルートヴィヒ・カールバウム - ブランデンブルク・ドリーゼン（ドレズデンコ）出身の精神科医

- ゲルハルト・キッテル - プロテスタント神学者。ヴュルテンベルク出身の聖書学者ルードルフ・キッテルの子
- カール・ギュツラフ - オランダ伝道教会宣教師・シナ学者
- フリッツ・キュンケル - シレジア・フォルストハウス・シュトルツェンベルク（ルジャンキ）出身の心理学者

- ヤーコプ・グットマン - ボイテン出身のラビ・ユダヤ哲学史家で、ブレスラウ・ユダヤ教神学院で学び、1874年からヒルデスハイムのラビ、86年からブレスラウのラビ、ユリウス・グットマンの父
- ハンス・クードリヒ
- ハンス・クナイフェル - 作家
- ヘルマン・グラスマン - 数学・物理学・言語学者
- リヒャルト・クーラント（リチャード・クーラント） - シレジア出身のアメリカの数学者
- アンドレアス・グリューフィウス - 詩人・劇作家
- オットー・クレッチマー
- ヨッヘン・クレッパー - ルター派の作家
- ロドルフ・クレゼール（ルドルフ・クロイツェル、クロイツァー） - シレジア出身の父を持つフランスのバイオリニスト。「クロイツェル・ソナタ」の名前の由来
- クレンペラー家
  - オットー・クレンペラー - 指揮者。ユダヤ系
- クローネッカー（クロネッカー）家
  - レオポルト・クロネッカー - リーグニッツ出身の数学者。ユダヤ系
- フランツ・フェーリクス・アダルベルト・クーン - 言語学・民俗学者
- エルンスト・クンマー - 数学者
- ヴィルヘルム・クロル (古典学者)

- マリア・ゲッパート＝メイヤー - 物理学者（分割後のシレジア）
- オスカル・ケルネル（オスカル・ケルナー） - 来日した

- エーベルハルト・ゴータイン - ノイマルクト出身の歴史家・経済史家
- クルト・ゴルトシュタイン - カトヴィツェ出身
- ヴォイチェフ・コルファンティ
- アルトゥル・コルン - ブレスラウ出身の物理学者
- フェルディナント・コーン（ユリウス）

#### サ
- ハンス・ザックス (血清学者) - 血清学・細菌学（カトヴィツェ出身）
- ユリウス・フォン・ザックス（ユーリウス・フォン・ザクス） - ブレスラウ出身の植物学者
- アルトゥル・シェーンフリース - 数学者。ユダヤ系
- ハンナ・シグラ - カトヴィッツ出身の女優・シャンソン歌手
- シャフゴチ家
- エーリク・シャレル（エリック・シャレル）
- カスパル・フォン・シュヴェンクフェルト - 神学者。ルターには反対したシュヴェンクフェルト派の創始者

- エーディト・シュタイン - カトリックの聖人、ホロコースト犠牲者
- ルドルフ・シュテークリヒ
- エードゥアルト・シュニッツァー（メフメト・エミン・パシャ） - 医師・アフリカ探検家（家系はユダヤ系だが、二歳のときプロテスタントの洗礼を受けた）
- オイゲン・シュフタン - 映画カメラマン
- フリードリッヒ・シュライエルマッハー - 神学者
- アンゲルス・ジレージウス - バロック詩人

- ゼドルニツキー家 - オーストリア・シレジア出身のポーランド系貴族
  - ヨーゼフ・ゼドルニツキー（ヨゼフ・セドルニツキー、ユゼフ・セドルニツキ） - オーストリアの強権政治家
  - レーオポルト・フォン・ゼドルニツキー - カトリックのブレスラウ領主司教
  - ヘンドリク・ジョルジュ・ド・ペルポンシェ＝セドルニツキ（オランダ出身）- オランダの外交官

- マックス・シャースラー - ポメラニア・ドイチュクローネ（ヴァウチ）出身の美学者
- ヨーゼフ・シャハト - ラーティボル出身のユダヤ系イスラム法学者
- ヘルマン・アマンドゥス・シュヴァルツ - 数学者
- オットー・シュタウディンガー
- トーマス・シュトルツァー - 16世紀の作曲家
- ユージーン・スピーロ（オイゲン・シュピーロ） - 画家

#### タ
- カール・タイケ
- レオポルト・ダムロッシュ - 音楽家。ユダヤ系
  - フランク・ダムロッシュ
- ジークベルト・タラッシュ - チェス選手

- エーレンフリート・ヴァルター・フォン・チルンハウス（チルンハウゼン） - 17世紀の数学者

- ヘルベルト・ツィサシュ（ツィーサルシュ） - 文芸学者（チェコ・シレジア出身のドイツ人）
- エルンスト・ツィーテルマン - シュテッティーン出身の法学者
- シュテファニー・ツヴァイク - レープシュッツ出身の作家。ユダヤ系。「名もなきアフリカの地で」原作者

- マルティン・デュルファー - 建築家

- クルト・トゥホルスキー （移住者）
- アーダム・フォン・ドプシュッツ
- バルトロメーウス・フォン・ドプシュッツ
- ゲルハルト・ドーマク - 生化学・細菌学者
- トラウベ家 - ユダヤ系のワイン販売業者出身で、全員がラチブシュ生まれの学者の一族
  - ルートヴィヒ・トラウベ (医学者) - 医学者
    - ルートヴィヒ・トラウベ (古文書学者) - 古文書学者

  - モーリッツ・トラウベ - 化学者。医学者のルートヴィヒの兄
    - ヘルマン・トラウベ - 鉱物学者
    - ヴィルヘルム・トラウベ - 化学者。ホロコースト犠牲者

- オパヴァのマルティン - 13世紀のドミニコ会士の年代記作家。オパヴァ出身

- アルベルト・ナイサー（ルートヴィヒ・ジーゲスムント） - 皮膚科学・細菌学。淋病の発見など
- パウル・ニプコー（ゴットリープ） - テレビ開拓者
- フランツ・レオポルト・ノイマン （カトヴィツェ出身）

#### ハ
- ルドルフ・ハイム - 哲学者
- ハウクヴィッツ家（Haugwitz） - ザクセン出身の貴族家。シレジア・ボヘミア・モラヴィアに分家がある。シレジアは伯爵家
- フェリックス・ハウスドルフ - 数学者。ユダヤ系
- ゲアハルト・ハウプトマン - 作家。ノーベル文学賞受賞
- フリッツ・ハーバー - 物理化学・電気化学者
- オスカー・ハマースタイン1世 - オペラ興行主。ユダヤ系。オスカー・ハマースタイン2世は孫。
- フランツ・バービンガー - 東洋学・歴史家
- ヨハン・パリサ - 天文学者（チェコ・シレジア出身）
- ハンス・バルマー - 写真家（カトヴィツェ出身）
- ヨハン・フリードリヒ・フォン・ハーン
- カール・ハンケ - ナチ党高官

- オイゲン・ピヴォヴァルスキー - 冶金学
- マグヌス・ヒルシュフェルト - シュテッティーン出身の性科学者
- ディーター・ヒルデブラント - ドイツの俳優
- カール・ビルンバウム - シュヴァイドニッツ出身の精神医学者
- パウル・フォン・ヒンデンブルク - ドイツの軍人、政治家（分割後のシレジア）

- パウル・ルートヴィヒ・アーダルベルト・ファルク - プロイセンの政治家
- ニコラウス・フォン・ファルケンホルスト - ナチス・ドイツの軍人
- ゴットフリート・ベーアマン・フィッシャー - グライヴィッツ出身の出版者、「S・フィッシャー書店」の創設者であるザームエル・フィッシャーと共に出版事業を展開し、フィッシャーの娘と結婚
- ルドルフ・ルートウィヒ・カール・ウィルヒョー - 人類学者
- オトフリート・フェルスター - 神経学
- ヨハネス・ブーゲンハーゲン（ポメラーヌス） - 宗教改革者、低地ドイツ語への聖書翻訳者
- ヴァルター・フリートレンダー - 美術史家
- ジョニー・フリードレンダー - プレース出身の芸術家
- マックス・フリートレンダー - 上シレジア・プレース出身のオーストリアのジャーナリスト。
- マックス・フリートレンダー (音楽学者) - 音楽学者
- プリングスハイム家 - ユダヤ系の商家の家系
  - アルフレート・プリングスハイム - 数学者
  - ナタネール・プリングスハイム - 植物学者
- ゲオルク・ブレーディヒ - 化学者
- ハインツ・フレンケル＝コンラート - 生化学者
- ヴィルヘルム・フロイント - 辞書編集者
- ヘンリク・ブローダー - ジャーナリスト（カトヴィツェ出身）
- コンラート・ブロッホ
- マーティン・ブロッホ（マルティン、ブロック） - シレジア出身のイギリスの画家
- ギュンター・ブローベル - 生物学者

- ヘルマン・ヘットナー（テーオドール） - 文学史・美術史家、美学者
- ヤーコプ・ベーメ - ルター派を背景とした神秘主義思想家
- フリードリヒ・ベルギウス
- マックス・ベルク - シュテッティーン出身の建築家
- ミンナ・ヘルツリープ - ゲーテの愛人、「親和力」のモデル
- グスタフ・ヘルマン - レーヴェン出身の気象学者
- クリストフ・ベルンハルト

- ハインツ・ホップフ（ホップ） - 数学者
- カール・フォン・ホルタイ - 作家・俳優
- ディートリヒ・ボンヘッファー - ルター派（福音ルーテル派）牧師

#### マ
- ヨアヒム・マイスナー
- クルト・マズーア - 指揮者
- フランツ・メーリング - マルクス主義者、歴史家、文芸史家、評論家
- アルノルト・メンデルスゾーン - ラチブシュ出身のオルガニスト
- モーリッツ・モシュコフスキー - ブレースラウ出身で、ユダヤ・ポーランド系のピアニスト

#### ヤ
- グスタフ・ヤーコプスタール - 音楽学者
- ヤーダスゾーン家
- ヤノッシュ（ホルスト・エッカート） - 児童文学作家
- カール・ヨーエル - 哲学者
- ウーヴェ・ヨーンゾン - 作家

#### ラ
- イグナーツ・ライマン - 音楽家
  - ハインリヒ・ライマン - 音楽学者
- フェルディナント・ラサール
- エドワード・ラスカー - チェス・碁選手
- エマーヌエール・ラスカー - チェス選手
- ベンノ・ランツベルガー（ランズバーガー） - アッシリア学者（オーストリアシレジア出身）

- ヨハン・ヴィルヘルム・リッター - 物理学者
- イェレミアス・リヒター - 化学者
- リヒトホーフェン男爵家
  - フェルディナント・フォン・リヒトホーフェン - 地理学者・探検家
  - マンフレート・フォン・リヒトホーフェン - パイロット
  - ロタール・フォン・リヒトホーフェン - パイロット
- リヒノフスキー家 - シレジア出身の貴族
- ハンス・ウルリッヒ・ルーデル - 軍人（パイロット）
- ハンス・ルーデンドルフ

- パウル・レーベ - 政治家
- アブラハム・ロビンソン - 数学者。ユダヤ系
- フリッツ・ロンドン - 物理学者

#### ワ
- フランツ・ワックスマン - シレジア出身の作曲家。映画音楽で知られる。

### ダンツィヒ、西プロイセン（西プロシア）、ポーゼン管区

#### ア
- マックス・アブラハム - 理論物理学者、ユダヤ系
- ウィリ・アーペル（ヴィリ） - コーニッツ（ホイニツェ）出身のアメリカの音楽学者
- ヴィルヘルム・アルトマン - アーデルナウ（オドラヌフ）出身の歴史家・音楽学者
- ヘルマン・アーロン（アロン） - ケンプノ出身の電気工学者。ユダヤ系
- イスマール・エルボーゲン - ポーゼン・オストシェシュフ（シルトベルク）出身のラビ・ユダヤ学者・歴史家

#### カ
- ヴェルナー・カスケル - ダンツィヒ出身のムスリム史学者。ユダヤ系
- ツヴィ・カリシャー - レシュノ出身のラビ・タルムーディスト・近代宗教シオニズム理論家
- ハインリヒ・カロ - ポーゼン出身の有機化学・工業家。ユダヤ系
  - ニコデム・カロ
- エルンスト・カントロヴィチ - 歴史家、ユダヤ系
- ハインツ・グデーリアン - 軍人
- ギュンター・グラス - 作家、芸術家。母はカシューブ人
- ルドルフ・クラウジウス - 物理学者
- テーオドール・クラク（テオドール・クラック） - クロトシン出身の作曲家
- ギュンター・フォン・クルーゲ - 第二次大戦中のドイツ陸軍元帥
- ジェルメーヌ・クルル - 女性写真家
- カール・ゲルドレール - 保守政治家・反ナチス活動家
- レヴィン・ゴルトシュミット - ダンツィヒ出身の法学者。商法、商法史の研究
- ヨハン・ゴットリープ・ゴルトベルク - チェンバロ奏者、作曲家
- ヨハン・コルニース - ダンツィヒ郊外出身のドイツ人で、ウクライナへのフッター派植民者。ユダヤ教徒のウクライナへの農業地定住活動にも協力
- グスタフ・コーン

#### サ
- エドワード・サピア - 文化人類学者、ユダヤ系
- フランツ・クサヴァー・シャルヴェンカ - ポーランド系の作曲家・ピアニスト・音楽教師
- エリーザベト・シュヴァルツコップ - ソプラノ歌手
- アンドレーアス・シュリューター（アンドレアス・シュリューター） - 建築家・彫刻家
- メリッタ・シェンク・フォン・シュタウフェンベルク
- シューバート一家
- カール・シューリヒト - 指揮者
- ザルマン・ショッケン - ショッケン家の祖先であり、ドイツ由来のショッケン百貨店、ショッケン出版の創設者で、一時ハアレツ紙の経営者でもあった
- アルトゥル・ショーペンハウアー - 哲学者、作家

- ハインリヒ・チョルベ（ショルベ） - ダンツィヒ近郊出身の哲学者・医者
- パウル・ツェヒ - 作家
- エルンスト・トラー - ポーゼン・シャモチン出身の作家。キリスト教に改宗

- ヴァルター・ネルンスト - 化学者
- カール・エードゥアルト・ノービリング

#### ハ
- マティーアス・ハービヒ - ダンツィヒ出身の俳優。「名もなきアフリカの地で」のジュースキント役
- マックス・ハルベ - 劇作家
- アウグスト・ヒルシュ - ダンツィヒ出身の伝染病学・医学史
- エーリヒ・フォン・ファルケンハイン - プロイセン・ドイツの軍人
- カール・ブッセ
- ヨハネス・ダーニエル・ファルク（ヨハン） - ダンツィヒ出身の作家・慈善事業家
- ガブリエル・ファーレンハイト
- ゲーオルク・フォルスター（ゲオルク） - 自然科学者
- ヴェルナー・フォン・ブラウン
- エミール・アドルフ・フォン・ベーリング
- フーゴ・ヘールゲゼル - ブロンベルク出身の気象学者
- サバタイ・ベン・ヨセフ
- ダニエル・ホドヴィエツキー - 画家・銅版画家
- ザームエル・ホルトハイム - 改革派ラビ

#### マ
- アルバート・マイケルソン
- ヒューゴー・ミュンスターバーグ - 心理学者・哲学者
- ハインリヒ・メンデルスゾーン
- モッセ家 - グレーツ（グロジスク・ヴィェルコポルスキ）のユダヤ系の家系
  - アルバート・モッセ - ポーゼン管区出身で、来日した法学者、ユダヤ系
  - ルードルフ・モッセ - ドイツの出版社開業者。アルベルトの兄
  - ハンス・ラハマン＝モッセ
    - ジョージ・モッセ（ベルリンで出生）

- ダーニエル・エルンスト・ヤブロンスキー - プロテスタント神学者。チェコ系

- ヤッハマン家
  - エードゥアルト・フォン・ヤッハマン - 軍人

#### ラ
- フーゴ・ライヒテントリット - 音楽学
- ヘルマン・ラウシュニング - もとナチ党員であったが転向したアメリカの作家
- エードゥアルト・ラスカー - ドイツの政治家
- マルティン・ラートケ - 動物学者。ラトケ嚢胞の発見者
- エーリッヒ・ルーデンドルフ
- オスカル・レルケ
- オットマル・ローゼンバハ - 医師。ユダヤ系
- リヒャルト・ローテ - ポーゼン出身のルター派神学者

### メーメルラント（含クライペダ）、東プロイセン（東プロシア）
- アルフレート・アイゼンシュテット（アルフレッド・アイゼンスタット） - 写真家。ユダヤ系
- ゴットフリート・アッヘンヴァル - エルビング出身の統計学者
- フリードリヒ・ヴィルヘルム・アルゲランダー
- リヒャルト・アルトマン - ドイチュ・アイラウ出身の組織学者
- アルブレヒト - ドイツ騎士団総長、のち初代プロイセン公
- アルブレヒト・フリードリヒ - プロイセン公
- アドルフ・アルント
- ハンナ・アーレント（移住者）
- アードルフ・イェンゼン - 作曲家

- オットー・ヴァラッハ
- エルンスト・ヴィーヒェルト - 作家
- ミヒャエル・ヴィルマン - バロック記の画家
- ヴィルヘルム・ヴィーン - 物理学者
- ゲオルク・ヴィルヘルム （没地） - ブランデンブルク選帝侯
- マックス・ヴィーン - 物理学者
- ツァハリーアス・ヴェルナー - 作家
- シュテファン・ヴォルペ
- パウル・ヴェントラント - 古典学者

- フィリップ・ツー・オイレンブルク - 外交官。オイレンブルク家はドイツの政治家の一族
- フリードリヒ・アルブレヒト・ツー・オイレンブルク

- イマヌエル・カント
- グスタフ・キルヒホフ（グスタフ・ローベルト・キルヒホフ） - 物理学者
- フレデリック・フィリップ・グローヴ - 東プロイセン出身のカナダの教授・小説家
- フェルディナント・グレゴロヴィウス
- グスタフ・グローガウ - 宗教哲学者

- ヘルマン・ゲッツ - 作曲家
- ヨハン・クリストフ・ゴットシェート
- ケーテ・コルヴィッツ
- レーオポルト・ヴィルヘルム・コルマール・フォン・デア・ゴルツ
- クリスティアーン・ゴルトバハ（クリスチャン・ゴルドバッハ） - ゴルドバッハ予想など
- ヴァルター・コロー - 東プロシア出身のポーランド系の作曲家
  - ヴィリー・コロー - オペレッタ作曲家
    - ルネ・コロー - ベルリン出身のテノール歌手

- クルト・ザンデルリング - 指揮者。ユダヤ系
- ヘルマン・シュテーア - 作家
- クルト・シューマッハー - 政治家
- アーノルト・ゾンマーフェルト - 物理学者

- ブルーノ・タウト - 建築家
- マックス・タウト - 建築家。ブルーノの弟
- ジーモン・ダッハ - 作家
- ヨハン・フリードリヒ・ディーフェンバハ - 外科医
- エーリヒ・フォン・ドリガルスキ（ドリガルスキー） - 地理・地質学、一般科学
- フリードリヒ・フォン・デア・トレンク

- カール・オットー・ニコライ - 作曲家

- ヴェルナー・リヒャルト・ハイマン
- ヨハン・ゲオルク・ハーマン
- ダーヴィト・ヒルベルト
- オスカル・フォン・ヒンデンブルク - パウル・フォン・ヒンデンブルクの子
- リュドミラ・プーチナ - ウラジーミル・プーチン大統領の夫人
- オットー・ブラウン - 政治家
- ダーヴィト・フリートレンダー - 著作家・改革派推進者、ユダヤ教徒初のベルリン市参事会員
- カール・ブリンクマン - ティルジット出身の経済史・社会学者
- コンラート・プロイス（テーオドール） - ドイチュ・アイラウ出身の人類学・民族学者

- ヨハン・ゴットフリート・ヘルダー - 哲学者・文学者、詩人、神学者
- グスタフ・アドルフ・ベルゲンロート - 歴史家
- ゲオルク・フォン・ベロー - 歴史家
- エルンスト・テオドーア・アマデーウス・ホフマン
- ヨハネス・ボブロフスキ（ボブロフスキー、ヨハンネス）
- アルノ・ホルツ - 作家・文芸理論家
- ルードルフ・ボルヒャルト - ケーニヒスベルク出身の作家。ユダヤ系

- アグネス・ミーゲル - ジャーナリスト・作家
- アーミン・ミューラー＝スタール - ティルジット出身の俳優
- ヘルマン・ミンコフスキー（移住者）
- ヘルマン・メック - 出版者・楽器製作者
- エーリヒ・メンデルゾーン
- ギュンター・ヤコービ - 哲学者
- ギュンター・ヤッハマン

- カール・ボギスラウス・ライヒャート（ライヒェルト） - 解剖学
- ヨハン・フリードリヒ・ライヒャルト（フリードリッヒ・ライハルト） - 作曲家
- レア・ラビン - イツハク・ラビン首相の夫人
- ファニー・レーヴァルト - 作家
- ロマノフ家 - プロシアのコビラ家が祖先といわれる

### 在外
- テーオドール・ドイブラー - トリエステ出身の詩人。母親がシレジア出身

## 関連カテゴリ
- Category:シレジア
- Category:ドイツの歴史的地域
- Category:ドイツ
- Category:ドイツの人物
- Category:バルト地方
- Category:ポーランドの人物
- Category:リトアニア
- Category:中東欧